# Swea City, Iowa
Swea City là một thành phố thuộc quận Kossuth, tiểu bang Iowa, Hoa Kỳ. Năm 2010, dân số của thành phố này là 536 người.

## Dân số
Dân số qua các năm:
- Năm 2000: 642 người.
- Năm 2010: 536 người.